# Metro International
Metro International — шведская медиакомпания, зарегистрированная в Люксембурге. Основной вид деятельности — выпуск группы изданий Metro. Издание Metro — это ежедневная (или еженедельная) информационная газета, распространяемая бесплатно. Всю выручку компания получает исключительно от размещения рекламы в газете Metro и приложениях.
В 2008 году концерн Metro International выпускал 24 % от совокупного тиража всей бесплатной прессы в мире. Целевой аудиторией изданий Metro International являются молодые активные жители крупных городов.

## История создания
Концепция бесплатного ежедневного информационного издания, которое финансируется только за счёт продаж рекламы, была придумана в 1992 году шведскими журналистами Робертом Браунерхайльмом (Robert Braunerhielm) и Пером Андерсоном (Per Anderson). Сама компания была основана в 1995 году (после долгих неудачных попыток найти инвестора) П. Андерсоном в качестве дочерней фирмы холдинга Modern Times Group (MTG) и Viasat Broadcasting. В 1995 году холдингу MTG удалось получить разрешение транспортной компании Стокгольма на распространение газеты в Стокгольмском метро и на железнодорожных станциях; первый номер стокгольмского издания газеты Metro вышел 13 февраля того же года.
Через два года после старта в Стокгольме газета стала выходить в Праге, затем — в Будапеште и Гётеборге. Вскоре Metro International вышло из состава MTG и стало развиваться как самостоятельная международная медиакомпания. В настоящее время глобальная редакция Metro International и глобальный отдел продаж рекламы расположены в Лондоне.
По состоянию на начало 2009 года, 44,1 % акций компании принадлежит инвестиционной компании Kinnevik.

## Газеты Metro в мире

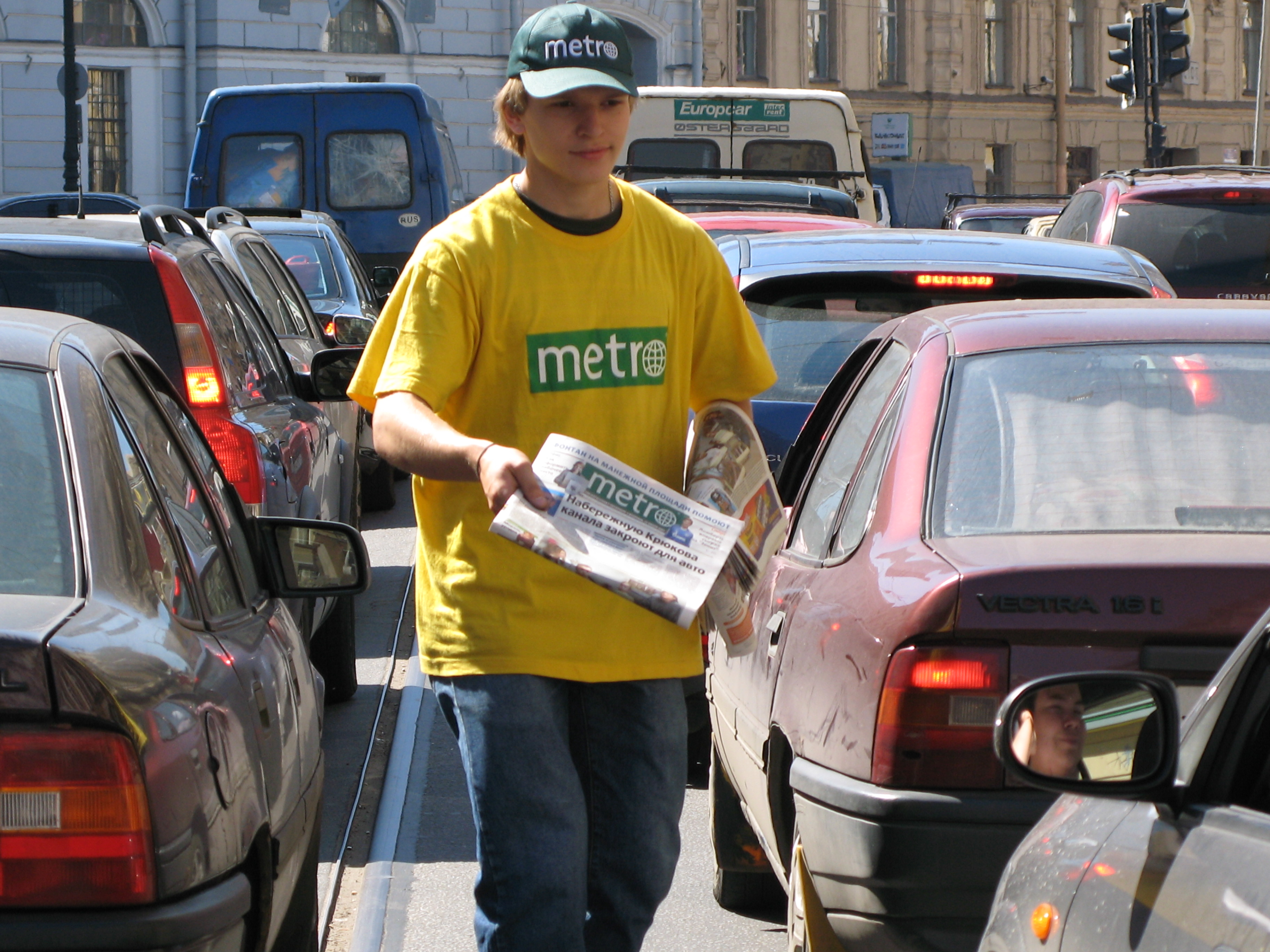
Распространение газеты Metro в автомобильных пробках Санкт-Петербурга, 2007

По состоянию на ноябрь 2013 года, компания Metro International выпускает 73 ежедневных издания в 23 странах на 15 языках в странах Европы, Азии, Северной и Южной Америки. Ежедневная глобальная аудитория Metro превышает 18,5 млн человек, а её еженедельная аудитория насчитывает более 37 млн человек. Metro ежедневно распространяется через более чем 30 тыс. точек распространения двумя тысячами распространителей.
Система распространения Metro создана для максимального охвата целевой аудитории. Основными каналами распространения являются:
- Общественный транспорт (метрополитен, поезда, автобусы, троллейбусы и трамваи);
- Места работы и учёбы населения (офисные центры, заводы, ВУЗы);
- Места розничной торговли (супер- и гипермаркеты, торговые центры);
- Места скопления автомобилистов (пробки на оживлённых магистралях).

Названия газет в некоторых странах отличаются от Metro из-за проблем с правами на торговую марку. Издания в Чили и Мексике называются Publimetro, в Венгрии — Metropol, в Нидерландах и Дании — MetroXpress (2001—2018).

### Развитие сети газет Metro в мире
| Год  | Новые страны                      | Новые города                                                                                    |
| ---- | --------------------------------- | ----------------------------------------------------------------------------------------------- |
| 1995 | Швеция                            | Стокгольм                                                                                       |
| 1996 | —                                 | —                                                                                               |
| 1997 | Чехия                             | Прага                                                                                           |
| 1998 | Венгрия                           | Будапешт, Гётеборг                                                                              |
| 1999 | Нидерланды, Финляндия             | Хельсинки, Мальмё                                                                               |
| 2000 | Чили, США, Италия, Греция, Канада | Сантьяго, Филадельфия, Рим, Торонто, Милан, Афины                                               |
| 2001 | Дания                             | Монреаль, Бостон, Копенгаген                                                                    |
| 2002 | Франция, Китай, Южная Корея       | Париж, Марсель, Лион, Орхус, Гонконг, Сеул                                                      |
| 2003 | —                                 | Пусан                                                                                           |
| 2004 | —                                 | Нью-Йорк, Роттердам, Лазурный берег, Бордо, Тулуза, Лилль                                       |
| 2005 | Россия, Португалия                | Санкт-Петербург, Лиссабон, Порту, Страсбург, Амстердам, Генуя, Турин, Ванкувер, Оттава, Болонья |
| 2006 | Бразилия                          | Сан-Паулу, Эдмонтон, Кальяри                                                                    |
| 2007 | Мексика                           | Мехико                                                                                          |
| 2008 | —                                 | Галифакс, Монтеррей                                                                             |
| 2009 | Россия, Эквадор                   | Москва, Кито, Сантус                                                                            |
| 2011 | Россия                            | Казань                                                                                          |
| 2012 | Россия                            | Новосибирск, Омск                                                                               |
| 2013 | Россия                            | Челябинск, Воронеж, Екатеринбург, Ростов-на-Дону                                                |

### Газеты Metro в России
В 1997 году группа частных лиц из Санкт-Петербурга, впечатлённых успехом газеты Metro в Стокгольме, решили запустить в северной столице России аналогичный проект. Они заключили договор на распространение газеты в метрополитене Санкт-Петербурга и зарегистрировали в Роспатенте свои права на газетные бренды Metro и Метро на территории всей России. 21 марта 1997 года вышел в свет первый номер еженедельной (с 2004 г. — ежедневной) газеты «Метро в Санкт-Петербурге». В 2005 году концерн Metro International выкупил права на бренды Metro и Метро на территории России у петербургских издателей и заключил с ними договор франшизы; так газета стала частью мировой сети газет Metro, и 26 сентября 2005 года вышел в свет первый её номер с международным зелёным логотипом. C 2009 года основным владельцем компании «Metro-Петербург» стал концерн Metro International (выкупивший у основателей компании контрольный пакет акций).
В том же 1997 году постановлением Правительства Москвы (с привлечением в учредители ГУП «Московский метрополитен» и других инвесторов) было создано ОАО «Газета „Метро“». 1 сентября 1997 года 1997 вышел в свет первый номер газеты «Metro Москва», посвящённый празднованию 850-летия Москвы. В 2008 году основным владельцем ОАО «Газета „Метро“» стал новый российский акционер (группа ЕСН Григория Берёзкина), подписавший договор франшизы с концерном Metro International; 2 марта 2009 года очередной номер газеты вышел в обновлённом, международном дизайне. В марте 2020 года стало известно, что мажоритарная доля издания продана правительству Москвы.
По состоянию на ноябрь 2013 года, Metro International выпускает в России 2 ежедневных издания — в Санкт-Петербурге и Москве — и 6 еженедельных (в Новосибирске, Екатеринбурге, Казани, Омске, Челябинске, Воронеже). Газеты Metro в Москве и Санкт-Петербурге обладают самой большой аудиторией номера среди ежедневных газет, а также занимают крупнейшие доли на рекламных рынках этих городов. Газета проводит ежегодный музыкальный фестиваль"Metro on stage". В 2013 году фестиваль прошел в Санкт-Петербурге и в Москве. В 2014 фестиваль"Metro on stage" прошел только в Москве. Под знаменем газеты, на болотной площади города Москвы выступили: Дельфин, Тараканы, NEEDSHES, Triangle Sun, Fail и другие. По данным TNS Media на июль 2013, доля Metro на рынке локальной рекламы среди всех московских печатных СМИ составила 12,5 %, а доля Metro на петербургском локальном рынке — 28,7 %.
Тиражи и аудиторные данные распределились следующим образом:
- Тираж ежедневной газеты «Метро Москва» — 310 000 экземпляров (на декабрь 2021 г.)[7]. Ежедневная аудитория газеты (по данным замеров TNS Media) — 1 081 300 человек.
- С ноября 2014 года газета начала издаваться в Нижнем Новгороде на базе газеты Экстра-Н[8].
- Тираж ежедневной газеты «Метро в Санкт-Петербурге» — 300 000 экземпляров. Ежедневная аудитория в Петербурге насчитывает более 697 300 человек.

По состоянию на июнь 2022 года, Газета Metro выходит в 2 городах России